# 西部沙漠战役
西部沙漠战役（英文：Western Desert Campaign），也被称为沙漠战争（Desert War）是第二次世界大战北非战场的最初阶段。战役很大程度上受到补给和运输状况的影响。围绕马耳他行动的盟军力量对轴心国的护航船队的封锁是非常关键的。盟军的封锁阻止了德軍指挥官埃尔温·隆美尔得到在危急状况下所急需的燃料和增援。1942年初美国提供了一支小型空中轰炸机分队来支援该战役，把它称为埃及-利比亚战役。
从一开始西部沙漠战役就是一场持续的拉锯战。1940年9月第一场攻势「入侵埃及」是由驻在利比亚的義大利军发动，对抗驻扎在中立国埃及的英联邦军队。1940年12月義大利的攻势被阻止，英軍发动反击。一个为期5天的袭击转变成为罗盘行动，给義大利军带来了重大损失。義大利的轴心国盟友納粹德國提供了一支陆军和空军的部队以阻止全面失败，使德国成为了居于支配地位的盟友。
轴心国军队对盟军发动了兩次更大规模的攻击。每次轴心军都逼迫盟军后退至埃及，但每次盟军都发起反击并收回失地。在第二次也是最后一次的轴心軍攻势中，盟军被驱赶至埃及腹地；然而盟军在阿拉曼获胜，然后向西追赶轴心军，将之完全赶出利比亚。轴心军被迫撤退到突尼斯。当西部沙漠战役实际结束以后，英国第8軍团和隆美尔的部队在开始于1942年11月底的突尼斯战役中相遇。

## 战前

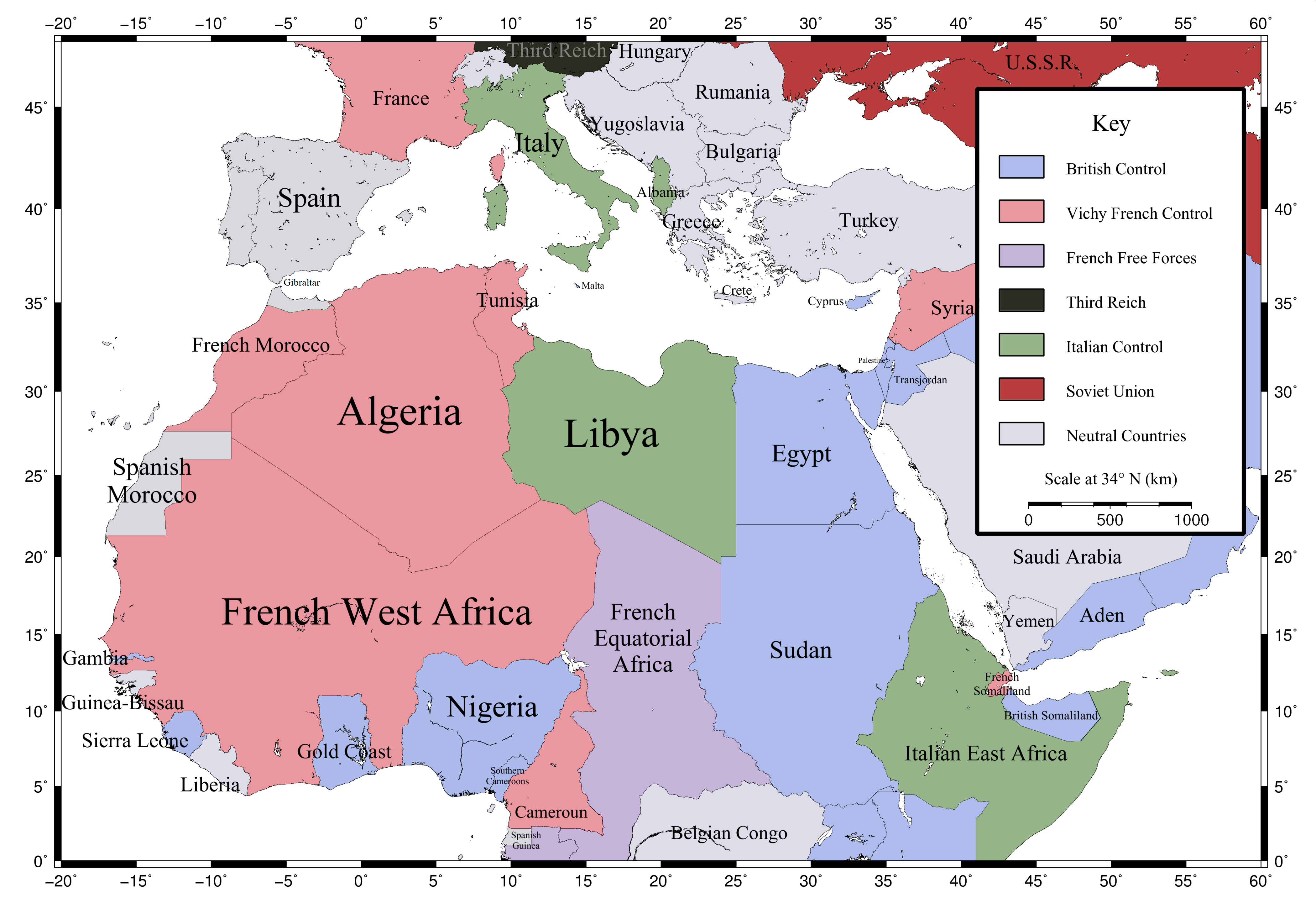
攻击开始之前的北非

英国自1882年起在埃及驻有军队。但在1936年和埃及王国签订了英埃条约之后，駐军大幅减少。在埃及相对有限的英联邦军队主要用来保卫苏伊士运河。这条运河对英国和其在远东和印度洋的领土的联系至关重要。

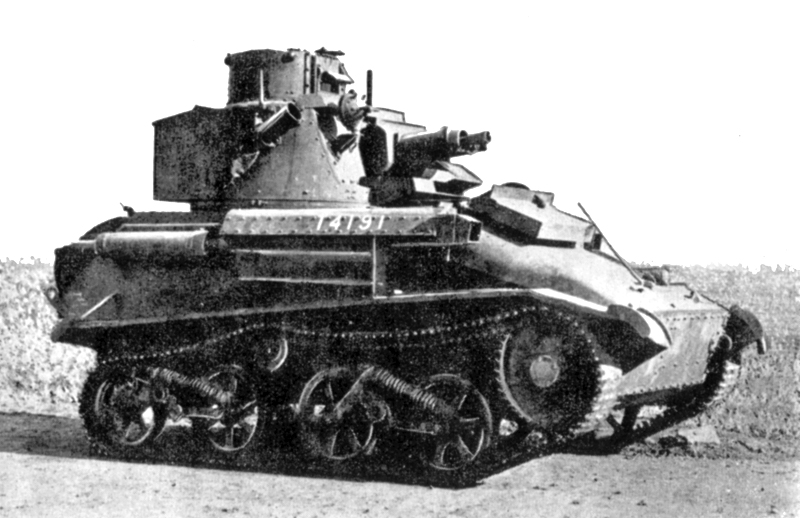
在旋转砲塔上装备机枪的英軍Light Mk. VI轻型坦克。

然而从1938年开始，英国在埃及的駐軍包括了由珀西·霍巴特（Percy Hobart）少将指挥的「機械化部队」（Mobile Force），这是英軍仅有的两支装甲部队之一。到战争爆发，这支部队被改名为「装甲师」（Armoured Division），日後又被賦予數字番號，改編为第7装甲师，后来還得到了“沙漠之鼠”的稱呼。战争开始时，第7装甲师被作为防御埃及和利比亚边境的主要力量。
1939年6月亨利·梅特蘭·威爾遜中将到达埃及开罗，成为英军在埃及的指挥官，被命令指挥英联邦军队保卫埃及。7月底阿奇博尔德·韦维尔中将前往开罗加入当地将領的行列，成为主要负责地中海和中东战区的新成立的中东司令部指挥官，该司令部指挥所有在埃及、苏丹、巴勒斯坦、外约旦和塞浦路斯的地面部队。然而随着战争的进行，它的权限扩大至指挥在东部和北部非洲、亚丁、伊拉克和波斯湾沿岸以及希腊的大英國協部队。1940年6月17日威爾遜面向利比亚的部队，由理查德·奥康纳（Richard O'Connor）少将指挥的英国第6步兵師司令部被重新指定为西部沙漠兵團。該年10月，当奥康纳的司令部被加强和扩充时，他被授予中将军階。
自1912年義土戰爭中意大利王国军队击败奥斯曼帝国军队之后，利比亚成为了意大利殖民地。位于法属北非和埃及之间，故意大利为和此二者发生冲突进行准备。
二战爆发时意大利在利比亚有两个軍团：第5军團和第10軍团。这两個军團全部由義屬北非总司令和義属利比亚总督、具有超凡魅力的空军元帅伊塔洛·巴尔博指挥。第5軍团驻扎在的黎波里塔尼亚，由伊塔洛·加里波第（Italo Gariboldi）将军指挥。第5軍团拥有9个步兵師。第10軍团驻扎在昔兰尼加，由马里奥·贝尔蒂（Mario Berti）将军直接指挥。第10軍团拥有5个步兵師。1940年6月后期，在埃及边境上的主要部队是第10軍团。在利比亚可使用的意大利陆军和空军在各个方面的数量上都远远超过在埃及的英军。然而英军拥有部队更加精锐的优势。
依照英国首相温斯顿·丘吉尔的看法，在利比亚约有215,000名義军面对英軍在埃及的约50,000名士兵。英国估计意大利有6个主力步兵師和两个预备役步兵師在的黎波里塔尼亚，两个主力步兵師和两个预备役步兵師在昔兰尼加，还有3个边境守卫師。英军计有第7装甲師、印度第4步兵師的66%、紐西蘭師的33%、14个英国营以及两个皇家砲兵团。

## 袭击
英国最初沿着埃及边境部署守卫部队，虽然人数少但具有战斗力。包括第7轻骑兵团的轻型戰車，第11轻骑兵团的装甲车辆，第60步枪团和来福枪旅的两个摩托化营，以及皇家摩托化骑砲团的两个团。

1940年-1942年的西部沙漠

1940年6月11日意大利向盟国宣战的第二天，驻扎在利比亚的義军和驻扎在埃及的大英國協部队开始了一系列的相互袭击。其中最著名的一场袭击是英軍第11轻骑兵团在意大利宣战后的24小时之内发动的。装甲车辆穿越边境进入利比亚并捕获了意大利俘虏，这些人显然并不知道已经宣战。6月12日另有63名意大利人在袭击中被俘。
6月14日第11轻骑兵团、第7轻骑兵团以及第60步枪团的一个连攻佔了卡普措要塞和马达莱娜（Maddalena）要塞，并且又俘获了220名俘虏。6月16日一次对意大利领土的深入袭击击毁了12辆意大利戰車。此外一支義軍护卫部队在托布魯克至巴迪亚的公路上被阻截，该公路是利比亚海岸公路的一部分，一名意大利将军被俘。
6月25日以后法国和意大利签署了停战协议使得意大利在的黎波里塔尼亚的第5軍团所辖的師和物资可以被調用，以增援和加強在昔兰尼加的第10軍团。最后第10軍团拥有10个師而第5軍团拥有4个師。至7月中旬，意大利可以加强在埃及边境的部队，兵力达到两个完整的步兵師和两个以上的其他单位。
6月28日空军元帅伊塔洛·巴尔博在托布魯克降落时，在一次意外中被友军开火誤杀。在一场英軍空袭刚刚过后，他的座机被意大利防空砲火击落。巴尔博的職務被魯道夫·格拉齊亞尼元帅取代，成为利比亞軍总司令和总督。

1940年7月26日在利比亚边境的一次巡逻中，第11轻骑兵团的军官停下时使用一把阳伞遮阳。旁边是一辆莫里斯CS9（Morris CS9）型装甲车。

8月5日一场巨大但非决定性的行动在西迪·阿齐兹（Sidi Azeiz）和卡普措要塞进行。在一次試圖恢复對此地区控制的努力中，30辆意大利M11/39中型戰車和英軍第8轻骑兵团相遇。韦维尔将军认为他在一个不利的位置阻击意大利军。
英軍第7装甲師的装甲车辆的损耗上升至一个危险的比例，工厂也被待修車輛給塞满；加上平均只有一半的戰車力量可以用于行动，韦维尔意识到他的有生力量在没有战略目标的情況下被消耗，於是他进一步减少大规模的行动，并将边境的防御移交给威廉·戈特准将指挥的第7支援团和约翰·库姆（John Combe）中校指挥的第11轻骑兵团。这些单位用以加強保卫前哨阵地的部隊，以便在意大利人靠近时发出警告。
至8月13日，因为在最初的冲突中的表现，战争的天平开始向有利于英軍的方向倾斜，他们不論是面對沙漠或是意大利人都拥有优势。初期的挫折使得意大利人士气受挫，而且没有任何地方能让他们感到安全，即使他们待在自己领土上的防御工事中亦然。并且除了个别单位如撒哈拉机械连（Auto-Saharan Company）以外，意大利人在野外沙漠中也不安全，他们处于自己不适应的环境。在两个月的沙漠冲突中，義軍损失了大约3,000人，而英軍的损失只有约百人左右。
整个8月的剩餘日子和9月上旬，一种不稳定的平静笼罩在沙漠之上。平静仅仅被巡逻队的突然遭遇和零星的空战所打破，双方都在试图瞭解对手的意图。当一个在埃及的强大间谍网让意大利人保持消息灵通时，英国选择透過其他途径去获取意大利人的信息。由拉尔夫 A. 巴格诺尔德（Ralph A. Bagnold）少校指挥的远距离沙漠团（Long Range Desert Group）被组建，很快地英方人員便能藉由無線電來傳回意大利人在战线遥远后方的行动。

## 意大利攻势

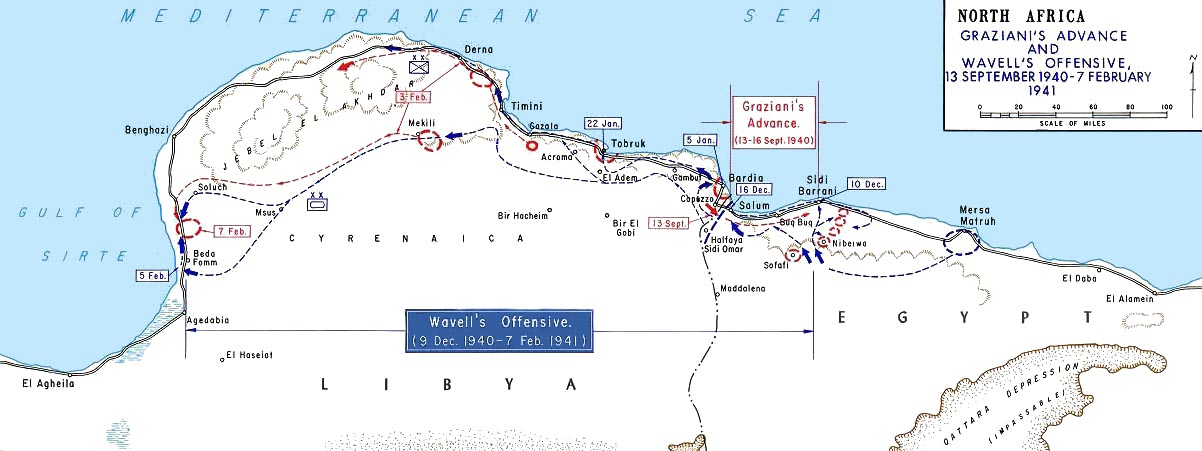
格拉齊亞尼的推进和韦维尔的攻势：1940年9月13日至1941年2月7日

贝尼托·墨索里尼渴望连接義属北非和義属东非，并希望佔领苏伊士运河和阿拉伯的油田，遂於8月8日下令入侵埃及。1940年9月9日，全部由魯道夫·格拉齊亞尼元帅指挥的意大利军从他们的昔兰尼加基地入侵埃及。塞卢姆（Sollum）、哈法雅隘口（Halfaya Pass）和西迪巴拉尼被入侵的義军佔领。但在9月16日，格拉齐亚尼停止了前进。他提到了补给问题。尽管墨索里尼激励格拉齐亚尼继续前进，意大利人还是在西迪巴拉尼周围挖掘战壕并建立了一些加强营地（在旁边的地图上以红色小圆圈標示）。 
格拉齐亚尼在英军位于迈尔萨·马特鲁的防御阵地以西80哩处停下。他计划在他的部队得到补给之后重新发动攻势。由于墨索里尼的催促，義军计划于12月中旬开始向迈尔萨·马特鲁推进。
埃及断绝了和德国和意大利的关系。10月19日，意大利空军轰炸了开罗附近一个重要的欧洲人区域马迪（Ma'adi）。

## 英軍攻势

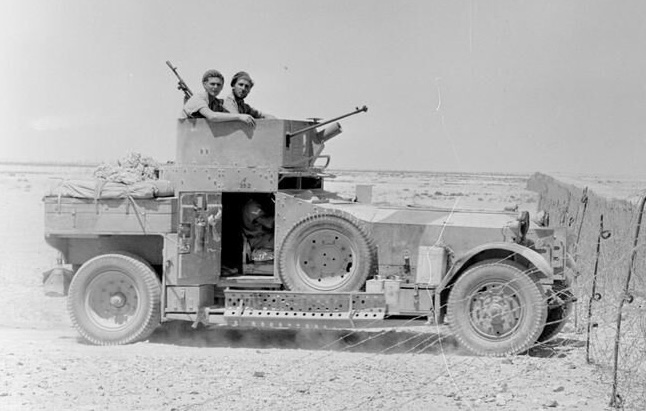
1940年，一辆拥有改良砲塔的1924罗尔斯-罗依丝装甲车在西部沙漠的巴比迪亚地区。

1940年12月9日，英軍进行反击，英軍的「西部沙漠兵團」（包括印度第4师的一部分和英国第7装甲师）发动了罗盘行动。意大利人在毫无警惕之下被完全捕获，至12月10日，英国和印度军队俘获了超过20000名意大利俘虏。在接下来的一天里，英軍和印度部队攻击塞卢姆。他们得到了来自英軍地中海舰队的船只支援，西迪巴拉尼在同一天被夺回。
韦维尔用新到达的澳大利亚第6师替换了经验丰富的印度第4师（該師被立即派往苏丹港，参见东非战役），這对奥康纳是个打击。澳大利亚部队随后推进并佔领了巴比迪亚和托布魯克，仅仅遭遇了微弱的抵抗或没有任何抵抗。二月上旬，意大利軍轻率地沿着海岸撤退，遭到澳军追击。
奥康纳命令第7装甲師从陆路穿过迈奇尼（Mechili）到达比达夫门（Beda Fomm）以切断意大利人的撤退路线。迈克尔·奥默尔·克莱格（Michael O'Moore Creagh）少将派出峡谷部队（Combe Force），一支特别的快速反应部队，在他的戰車前面快速挺进。峡谷部队趕在意大利人之前先抵达了比达夫门，并建立了路障。在赢得了一场困难且激烈的战斗之后，2月6日，意大利軍25000人、200门大砲、100辆戰車和1500辆汽车投降。
这场由英軍发动的快速战役以2000人伤亡的代价俘获了130000名意大利人。在这次行动中，意大利軍始终相信他们有巨大的数量优势，事实却是相反的。外交大臣安東尼·艾登转述丘吉尔的讽刺说道：「从来没有如此短的时间内有如此多的俘虏」。残余的意大利部队在1941年2月9日撤退至阿格海拉（El Agheila）。
在这次战役当中，西部沙漠兵團被重新命名为第13军。

## 隆美尔的第一次攻势

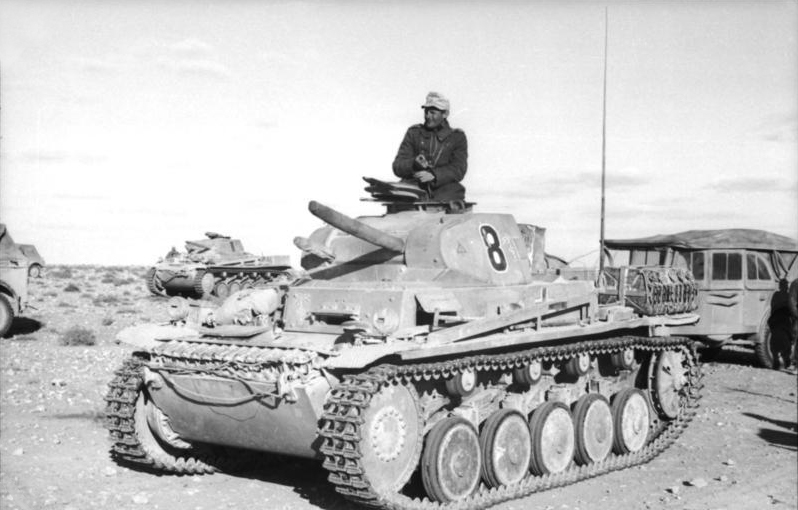
在旋转砲塔上装备有20毫米砲和机枪的德軍二号坦克。

1941年初，在英联邦軍于昔兰尼加取得决定性胜利之后，军事形势很快翻转。作为光彩行动（Operation Lustre）的一部分，韦维尔命令奥康纳的第13军中的相当一部分增援希腊。当韦维尔减少他在北非的军队的时候，德国独裁者阿道夫·希特勒制定向日葵行动来挽救意大利的失败。该行动部署新组建的德意志非洲军增援意大利人，以防止彻底失败。德军帶來了生力军以及更多的装备，还有一个具有超凡魅力的指挥官埃尔温·隆美尔将军。

当隆美尔到达北非以后，他的命令是采取防御态势并控制住前线。当发现英军的防御力量薄弱之后，3月24日他于阿格海拉迅速的击败了盟军部队。随后他发起了一轮攻势，至4月15日迫使英军退至位于塞卢姆的边境，重新夺回了除托布魯克之外的整个利比亚，托布魯克被軸心國聯軍包围。在这次推进当中，昔兰尼加总指挥部（第13军的新名称）的新指挥官菲利普·尼姆（Philip Neame）中将和奥康纳自己（他被召回援助），以及新來到的英軍第2装甲师指挥官迈克尔·甘比尔 - 帕里（Michael Gambier-Parry）少将均被俘虏。随着尼姆和奥康纳被俘，英联邦军重新成立了西部沙漠兵團指挥部，诺埃尔·贝雷斯福德-普雷斯（Noel Beresford-Peirse）中将从他在东非战役指挥的印度第4步兵師返回开罗进行指挥。
隆美尔的第一次攻势大致是成功的，他的部队摧毁了英軍第2装甲師，并把前线稳定在埃及边境。但他夺取孤立的托布魯克据点的一些尝试則失败了。

## 托布魯克围攻战

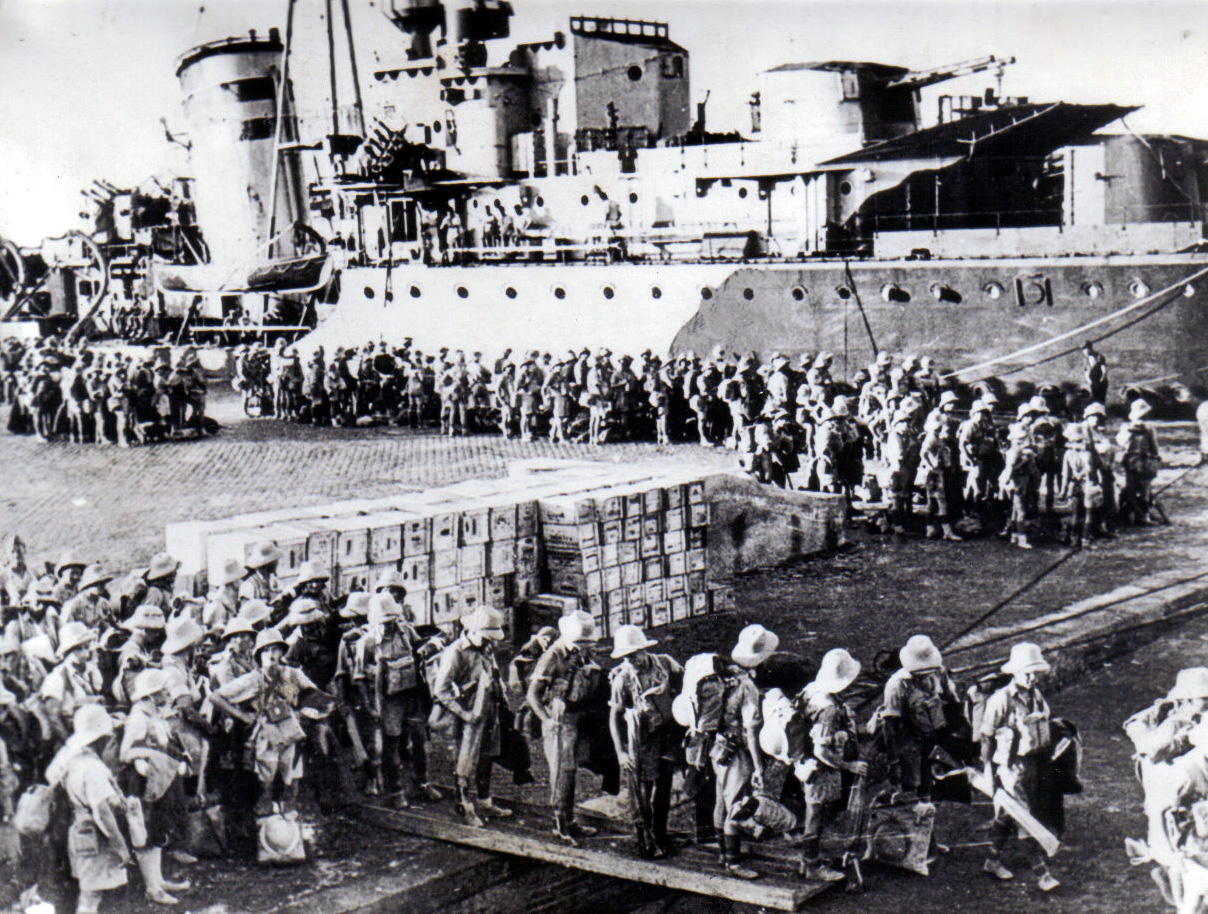
喀尔巴阡旅从亚历山大港到达托布魯克。

德軍和意大利軍在托布魯克包围英联邦军成为一个长时间的对抗，共持续了240天。
英軍西部沙漠兵團于1941年5月发起了简洁行动。这是一次非决定性的尝试，目標是夺取更多的土地来发动主要攻势救援托布魯克，其後於6月實施了战斧行动。随着战斧行动的失败，克劳德·奥金莱克取代韋維爾成为新任中东总司令，英军也得到第30军的增援。
盟军也新成立了英軍第8軍團，由来自多个国家的单位组成，包括来自澳大利亚和印度的第9师和第18旅，除此之外也包括南非和紐西兰的师，以及由玛里 - 皮埃尔·柯尼希（Marie-Pierre Koenig）指挥的一个自由法国旅和波兰独立喀尔巴阡步枪旅。

## 十字军行动

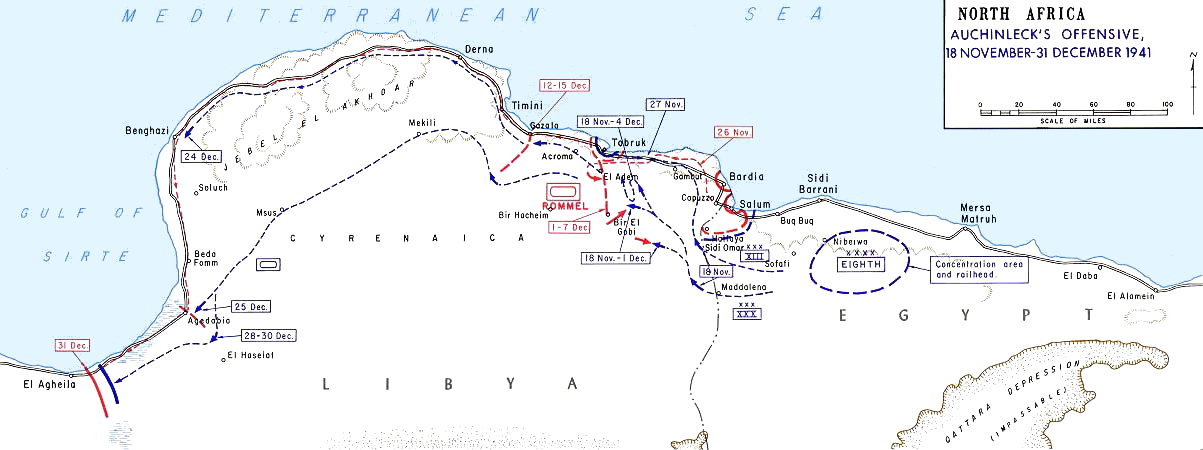
1941年11月18日-1941年12月31日，奥金莱克的攻势。

由艾伦·康寧漢（Alan Cunningham）中将指挥的第8軍团于1941年11月18日发動了十字軍行动。尽管德军取得了一些战术上的成功（这是英军指挥官之间的争执所导致的，并让奥金莱克用尼尔·里奇（Neil Ritchie）少将取代了康寧漢中將），但德軍最终仍被迫撤退，并且除了在巴比迪亚和塞卢姆的要塞以外，隆美尔于該年3至4月间得到的所有领土都被盟軍夺回。

## 隆美尔的第二次攻势

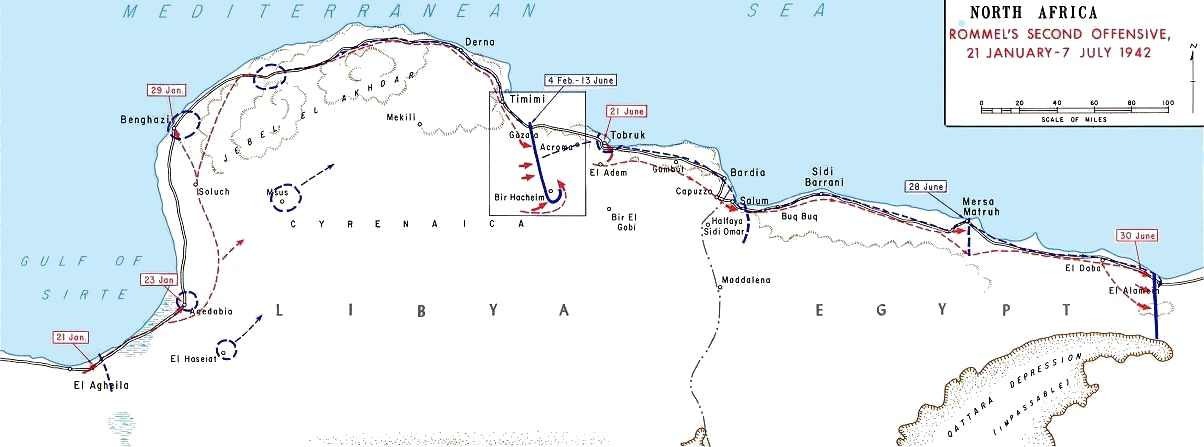
1942年1月21日-1942年7月7日，隆美尔的第二次攻势

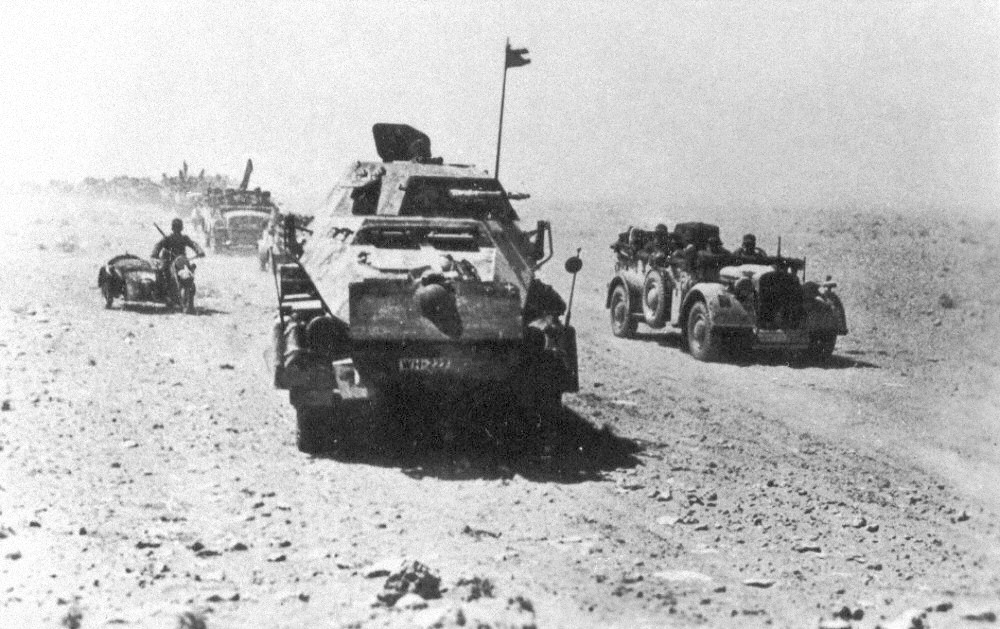
前进中的德意志非洲军第39反戰車营。

在1941年12月7日大日本帝国偷袭珍珠港以后，澳大利亚军队被从西部沙漠调回太平洋战区；同时，英軍第7装甲师轄下的第7装甲旅也被調至缅甸參與對日本軍的戰役。
经验相對欠缺的英軍第1装甲师，组成了阿格海拉周围的主要防御部隊，該師将其装甲力量展开而非集中，目的是向在先前战役中更有戰鬥经验的单位学习。隆美尔的非洲军于1942年1月21日攻击分散的英軍第1装甲师所屬各单位。英軍第2装甲旅同樣也被分散投入戰場，因而遭隆美尔更加集中的部队輕易地击败，连同英軍第201摩托化警备旅，两者都被迫后撤穿越昔兰尼加一线退入利比亚东部；在此过程当中，英軍将姆斯（Msus）和班加西都放弃了。
从1942年2月至5月，战线于托布魯克以西的加查拉一线稳定下来，双方都在准备下一场攻势。
隆美尔设法于1942年6月展開其攻势，在一场被称为“大锅炉（the Cauldron）”的漫长装甲战之后，他在加查拉战役中击败了盟军并攻佔了托布魯克。奥金莱克撤換了里奇并亲自指挥第8軍团，隨後在第一次阿拉曼战役中，将隆美尔阻止在距亚历山卓仅仅70哩的阿拉曼一线。

## 蒙哥马利的盟軍攻势

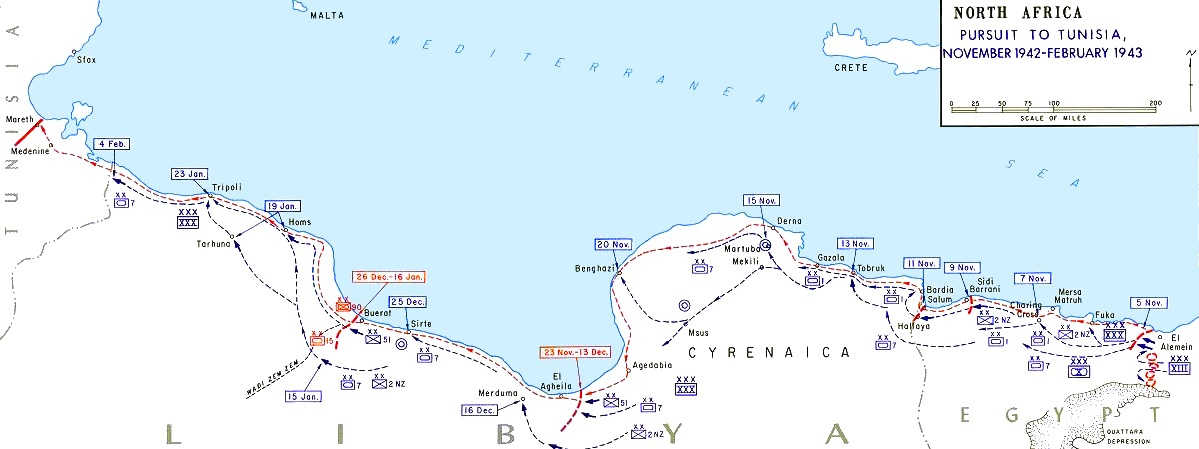
1942年11月-1943年2月，蒙哥马利的盟軍攻势。

不管情况怎样，丘吉尔变得不再对奥金莱克有所期待，於是命哈羅德·亞歷山大将军取代奧金萊克成为中东司令部总司令，伯纳德·蒙哥马利中将也被指派為第8軍团司令；如此一來，新任的軍事指挥官可以从遍及塞浦路斯至苏丹、往东至叙利亚的過泛职责中解脱出来。亚历山大同時也成為应付来自伦敦的政治干涉的有效缓冲。
在1942年8月的阿拉姆哈勒法戰役，蒙哥马利赢得了全面的防御胜利，随后他加强盟军力量，以在10至11月的第二次阿拉曼战役恢复攻势。值得注意的是，蒙哥馬利拥有的资源，无论是在数量或质量上，都遠遠超过他的那些前任。第二次阿拉曼战役被证明是一个决定性的战役。尽管隆美尔进行了杰出的后卫战斗，盟军仍重新佔领了埃及西部，而且继续前进穿过昔兰尼加及的黎波里塔尼亚，並于1943年2月攻佔了的黎波里，隨後于3月进入了突尼斯。

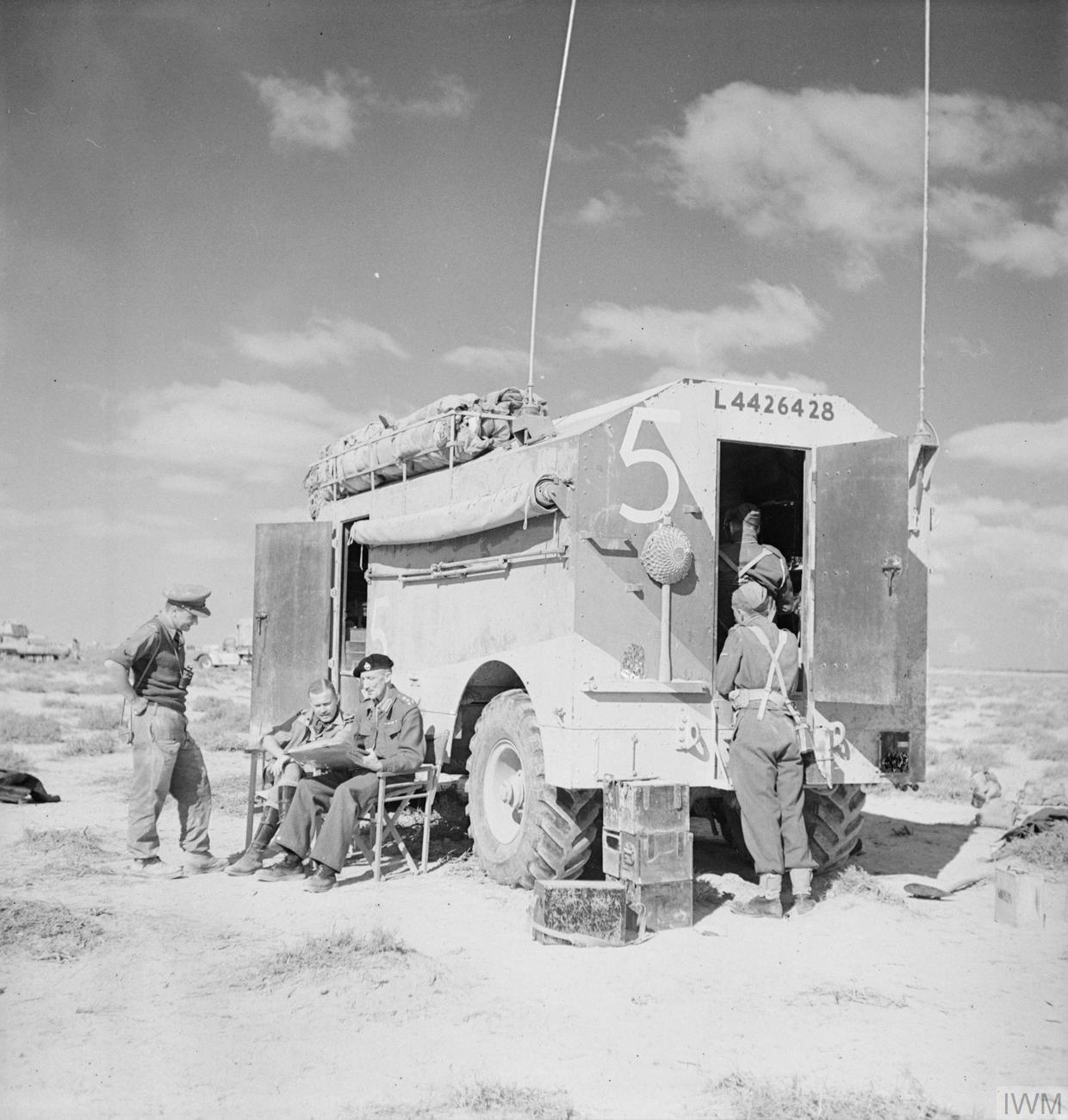
多尔切斯特装甲指挥车和参谋人员。

攻勢之初，盟軍一次对轴心军进行包围的尝试在迈尔萨·马特鲁失败，因为下雨使軸心軍得以于1941年11月7日逃离。海岸公路被切断，但是哈法亚隘口被盟軍轻易佔领并肅清埃及。11月13日托布魯克被盟軍重新佔领，隆美尔的部队再次从困境中逃脱。盟軍則於11月20日佔领班加西；控有这两座港口城市，对盟軍的重新补给是必要的。由於擔心會遭到反击，一个在艾季达比耶从侧面包围隆美尔的机会遂因慎重而放弃。
軸心軍撤退至阿格海拉一处准备好的防线。轴心軍的补给和增援现在直接进入突尼斯，用于補充隆美尔的损失：他剩下的部隊没有反击能力，而且油料极度短缺。希特勒下令将不惜一切代价守住阿格海拉防线，然而隆美尔的观点，是透過一场战斗撤退至突尼斯，并加强加贝斯（Gabès）隘口的防御阵地。隆美爾獲得的许可范围是准许其撤往布莱特（Buerat），在苏尔特（Sirte）以东50哩（80公里）。12月14日-16日，盟軍一次从侧面包围阿格海拉以包围軸心军的尝试再次失败，隆美尔行使他的权力进行撤退，此時他的撤退路线有足够的防御力量。

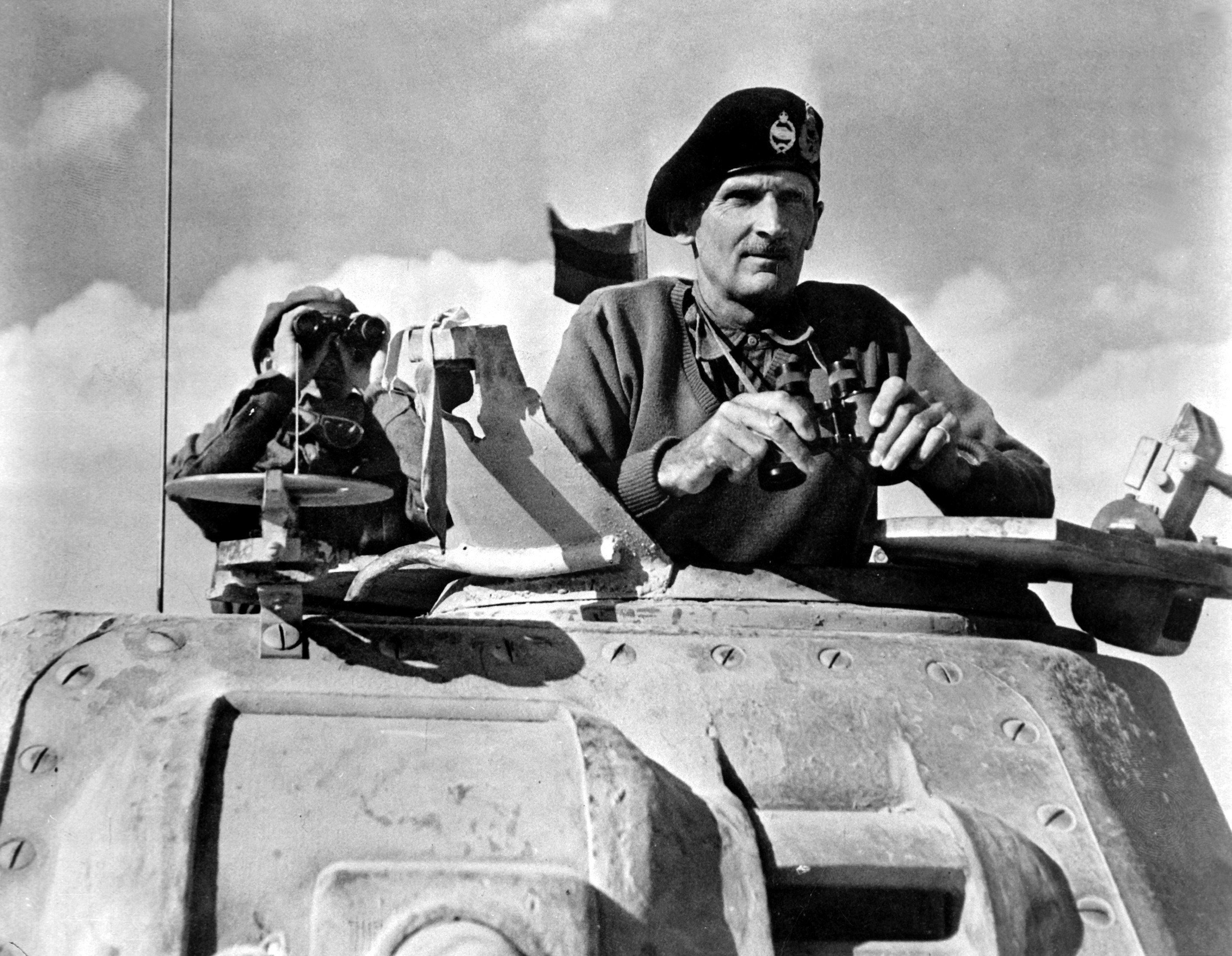
伯纳德·蒙哥马利

现在，前线距离最近的盟軍可用港口托布魯克超过400哩（640公里），补给困难使得蒙哥马利無法隨心所欲地部署他手中的全部力量，但盟军仍能继续将轴心军逼至布莱特，这不是一条坚固的防线；至1943年1月23日，盟軍攻佔的黎波里，當這個港口開始使用，至1943年2月中旬，盟軍每天几乎有3000吨物资运抵。
尽管意大利反对，但隆美尔继续撤退。2月4日，盟军部队进入突尼斯。不久，隆美尔因为健康问题被召回德国。
蒙哥马利被批评在包围轴心军方面判断失误，未能與軸心軍在利比亚决战并将其歼灭。他的战术看上去过于谨慎和迟缓。相反的观点則指出德军普遍拥有防御能力，非洲军尤其突出，蒙哥马利需要避免像之前的北非战役一样变成往復拉鋸的“鞦韆”战争。沙漠中的作戰被描述为“‘补给’的梦魇”，因为沙漠特殊的環境条件限制導致补给困难。蒙哥马利的有名之處在於打“平衡的战役”并节省他的资源：不發動攻勢，直到他的部队准备好完全的补给。在他的领导下，第8軍团的士气大为提高。

## 结果
随着轴心国军队被赶出利比亚，在突尼斯战役中他们很快发现自己陷于困境，被夹在西面新近登陆的英軍第1軍团麾下的英美聯军和从东面追赶的第8軍团之间。

## 延伸阅读
- Glassop, Lawson (1944). We Were the Rats. Sydney: Angus & Roberston. Republished by Penguin, 1992; ISBN 0-14-014924-4.
- Wilmot, Chester (1944). Tobruk 1941. Sydney: Halstead Press. Republished by Penguin, 1993; ISBN 978-0-670-07120-3.
- Beaumont, Joan (1996). Australia's War, 1939–1945. Melbourne: Allen & Unwin; ISBN 1-86448-039-4.